# UCI World Tour 2012
L'UCI World Tour 2012 è la seconda edizione del circuito organizzato dall'UCI, che sostituisce il vecchio calendario mondiale.

## Squadre
Le squadre che vi parteciparono furono diciotto, rappresentanti undici diversi Paesi.
- Australia

Orica-GreenEDGE
- Belgio

Omega Pharma-Quickstep Cycling Team
Lotto-Belisol Team
- Danimarca

Team Saxo Bank-Tinkoff Bank
- Francia

AG2R La Mondiale
FDJ-BigMat
- Italia

Lampre-ISD
Liquigas-Cannondale
- Kazakistan

Astana Pro Team
- Lussemburgo

RadioShack-Nissan
- Paesi Bassi

Rabobank Cycling Team
Vacansoleil-DCM Pro Cycling Team
- Regno Unito

Sky Procycling
- Russia

Team Katusha
- Spagna

Euskaltel-Euskadi
Movistar Team
- Stati Uniti

BMC Racing Team
Garmin-Sharp

### Wild Card
Ventidue squadre poterono partecipare su invito degli organizzatori a singole manifestazioni, senza competere per i titoli generali:
- Belgio

Landbouwkrediet-Euphony
Topsport Vlaanderen-Mercator
Accent Jobs-Willems Veranda’s
- Cina

Champion System Pro Cycling Team
- Francia

Bretagne-Schuller
Cofidis, Le Crédit en Ligne
Saur-Sojasun
Team Europcar
- Canada

Team SpiderTech-C10
- Colombia

Colombia-Coldeportes
- Germania

Team NetApp
- Irlanda

Colnago-CSF Inox
Utensilnord-Named
- Italia

Acqua & Sapone
Androni Giocattoli-Venezuela
- Paesi Bassi

Team Argos-Shimano
- Regno Unito

Farnese Vini-Selle Italia
- Russia

RusVelo
- Spagna

Andalucía
Caja Rural
- Stati Uniti

Team Type 1-Sanofi Aventis
UnitedHealthcare Pro Cycling Team

## Calendario
Alle 27 prove dell'anno precedente si aggiunsero l'E3 Harelbeke e il Tour of Hangzhou; quest'ultima fu in seguito cancellata per problemi organizzativi, rinviando così il debutto al 2013.

Furono inoltre assegnati i punti della cronometro a squadre svoltasi durante i campionati del mondo.
| Corsa | Data                  | Evento                                 | Vincitore            | Squadra                     | Leader della Cl. mondiale |
| ----- | --------------------- | -------------------------------------- | -------------------- | --------------------------- | ------------------------- |
| 1     | 17-22 gennaio         | Tour Down Under (2012)                 | Simon Gerrans        | GreenEDGE Cycling Team      | Simon Gerrans             |
| 2     | 4-11 marzo            | Paris-Nice (2012)                      | Bradley Wiggins      | Sky Procycling              | Alejandro Valverde        |
| 3     | 7-13 marzo            | Tirreno-Adriatico (2012)               | Vincenzo Nibali      | Liquigas-Cannondale         | Alejandro Valverde        |
| 4     | 17 marzo              | Milano-Sanremo (2012)                  | Simon Gerrans        | GreenEDGE Cycling Team      | Simon Gerrans             |
| 5     | 23 marzo              | E3 Harelbeke (2012)                    | Tom Boonen           | Omega Pharma-Quickstep      | Simon Gerrans             |
| 6     | 19-25 marzo           | Volta Ciclista a Catalunya (2012)      | Michael Albasini     | GreenEDGE Cycling Team      | Simon Gerrans             |
| 7     | 25 marzo              | Gand-Wevelgem (2012)                   | Tom Boonen           | Omega Pharma-Quickstep      | Simon Gerrans             |
| 8     | 1º aprile             | Giro delle Fiandre (2012)              | Tom Boonen           | Omega Pharma-Quickstep      | Tom Boonen                |
| 9     | 2-7 aprile            | Vuelta al País Vasco (2012)            | Samuel Sánchez       | Euskaltel-Euskadi           | Tom Boonen                |
| 10    | 8 aprile              | Parigi-Roubaix (2012)                  | Tom Boonen           | Omega Pharma-Quickstep      | Tom Boonen                |
| 11    | 15 aprile             | Amstel Gold Race (2012)                | Enrico Gasparotto    | Astana Pro Team             | Tom Boonen                |
| 12    | 18 aprile             | Freccia Vallone (2012)                 | Joaquim Rodríguez    | Katusha Team                | Tom Boonen                |
| 13    | 22 aprile             | Liegi-Bastogne-Liegi (2012)            | Maksim Iglinskij     | Astana Pro Team             | Tom Boonen                |
| 14    | 24-29 aprile          | Tour de Romandie (2012)                | Bradley Wiggins      | Sky Procycling              | Tom Boonen                |
| 15    | 5-27 maggio           | Giro d'Italia (2012)                   | Ryder Hesjedal       | Team Garmin-Barracuda       | Joaquim Rodríguez         |
| 16    | 3-10 giugno           | Critérium du Dauphiné (2012)           | Bradley Wiggins      | Sky Procycling              | Joaquim Rodríguez         |
| 17    | 9-17 giugno           | Tour de Suisse (2012)                  | Alberto Rui Costa    | Movistar Team               | Joaquim Rodríguez         |
| 18    | 10-16 luglio          | Tour de Pologne (2012)                 | Moreno Moser         | Liquigas-Cannondale         | Joaquim Rodríguez         |
| 19    | 30 giugno-22 luglio   | Tour de France (2012)                  | Bradley Wiggins      | Sky Procycling              | Bradley Wiggins           |
| 20    | 6-12 agosto           | Eneco Tour (2012)                      | Lars Boom            | Rabobank Cycling Team       | Bradley Wiggins           |
| 21    | 14 agosto             | Clásica San Sebastián (2012)           | Luis León Sánchez    | Rabobank Cycling Team       | Bradley Wiggins           |
| 22    | 19 agosto             | Vattenfall Cyclassics (2012)           | Arnaud Démare        | FDJ-BigMat                  | Bradley Wiggins           |
| 23    | 26 agosto             | Grand Prix de Ouest-France (2012)      | Edvald Boasson Hagen | Sky Procycling              | Bradley Wiggins           |
| 24    | 7 settembre           | Grand Prix Cycliste de Québec (2012)   | Simon Gerrans        | Orica-GreenEDGE             | Bradley Wiggins           |
| 25    | 18 agosto-9 settembre | Vuelta a España (2012)                 | Alberto Contador     | Team Saxo Bank-Tinkoff Bank | Bradley Wiggins           |
| 26    | 9 settembre           | Grand Prix Cycliste de Montréal (2012) | Lars Petter Nordhaug | Sky Procycling              | Bradley Wiggins           |
| 27    | 29 settembre          | Giro di Lombardia (2012)               | Joaquim Rodríguez    | Katusha Team                | Joaquim Rodríguez         |
| 28    | 10-14 ottobre         | Tour of Beijing (2012)                 | Tony Martin          | Omega Pharma-Quickstep      | Joaquim Rodríguez         |

## Classifiche
Risultati finali
| Pos. | Corridore          | Squadra   | Punti |
| ---- | ------------------ | --------- | ----- |
| 1    | Joaquim Rodríguez  | Katusha   | 692   |
| 2    | Bradley Wiggins    | Sky       | 601   |
| 3    | Tom Boonen         | Omega Ph. | 410   |
| 4    | Vincenzo Nibali    | Liquigas  | 400   |
| 5    | Alejandro Valverde | Movistar  | 394   |
| 6    | Simon Gerrans      | Orica     | 390   |
| 7    | Chris Froome       | Sky       | 376   |
| 8    | Peter Sagan        | Liquigas  | 351   |
| 9    | Samuel Sánchez     | Euskaltel | 332   |
| 10   | Alberto Rui Costa  | Movistar  | 320   |

| Pos. | Squadra                | Punti |
| ---- | ---------------------- | ----- |
| 1    | Sky Procycling         | 1 767 |
| 2    | Katusha Team           | 1 273 |
| 3    | Liquigas-Cannondale    | 1 197 |
| 4    | Omega Pharma-Quickstep | 1 162 |
| 5    | Movistar Team          | 952   |
| 6    | Orica-GreenEDGE        | 920   |
| 7    | BMC Racing Team        | 917   |
| 8    | Rabobank Cycling Team  | 799   |
| 9    | Garmin-Sharp           | 762   |
| 10   | Astana Pro Team        | 645   |

| Pos. | Nazione       | Punti |
| ---- | ------------- | ----- |
| 1    | Spagna        | 1 889 |
| 2    | Gran Bretagna | 1 163 |
| 3    | Italia        | 1 115 |
| 4    | Belgio        | 1 014 |
| 5    | Australia     | 962   |
| 6    | Paesi Bassi   | 733   |
| 7    | Stati Uniti   | 530   |
| 8    | Norvegia      | 449   |
| 9    | Germania      | 447   |
| 10   | Portogallo    | 412   |